# Estación de Covilhã
La Estación Ferroviaria de Covilhã, igualmente conocida como Estación de Covilhã, es una plataforma de ferrocarriles de la Línea de la Beira Baixa, que sirve a la ciudad de Covilhã, en el Distrito de Castelo Branco, en Portugal.

## Descripción

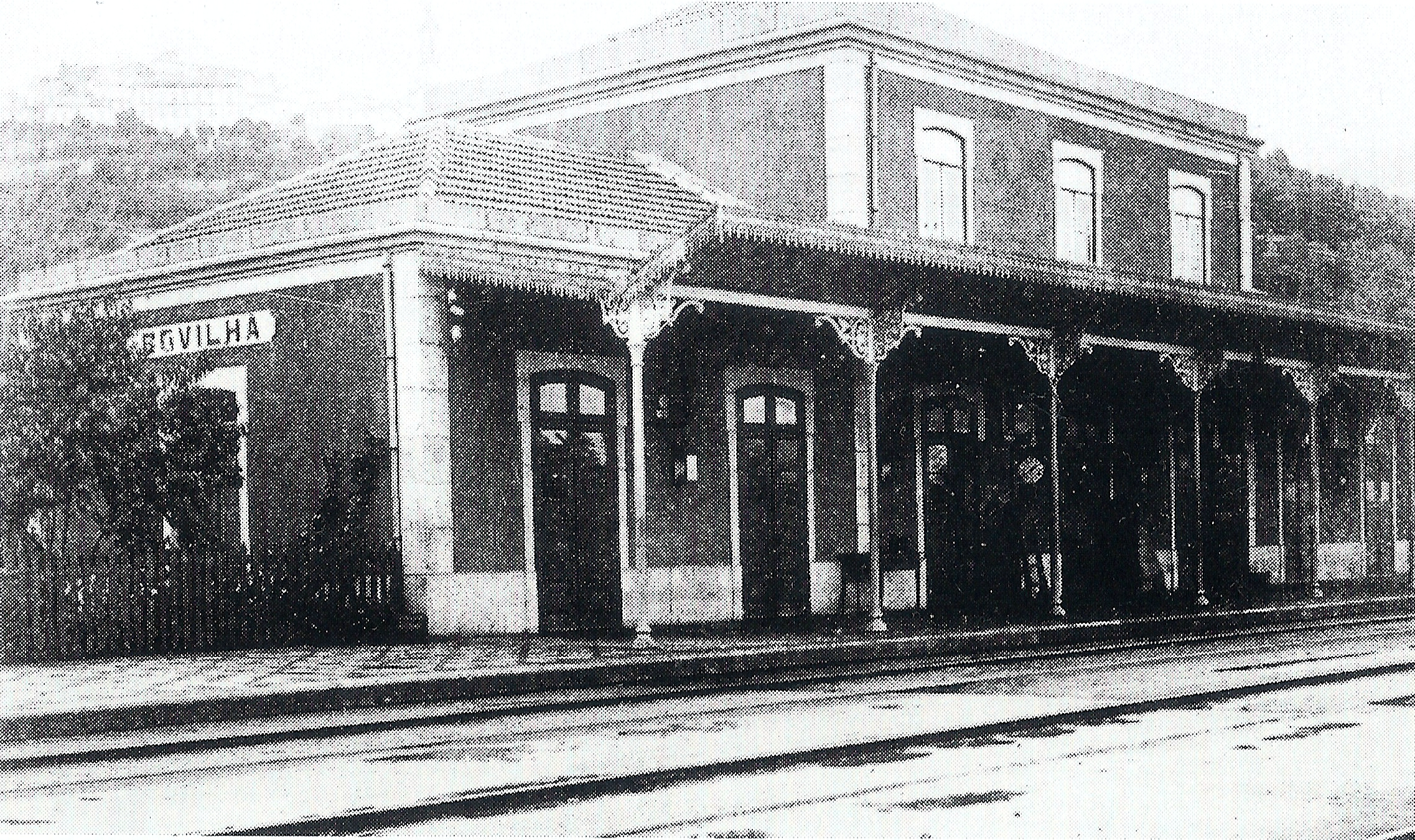
Fotografía antigua de la Estación.

### Localización y accesos
Esta plataforma tiene acceso por la travesía de la Estación, en la localidad de Covilhã.

### Vías de circulación y plataformas
En enero de 2011, presentaba dos vías de circulación, ambas con 1128 metros de longitud; las dos plataformas tenían ambas 200 metros de extensión, teniendo la primera 30 centímetros de altura, y la segunda, 70

### Servicios
En octubre de 2011, la estación era utilizada por servicios Regionales e InterCidades, prestados por la operadora Comboios de Portugal.

## Historia

### Construcción e inauguración
El primer tramo de la Línea de la Beira Baixa, entre esta estación y Abrantes, comenzó a ser construido a finales de 1885, y entró en explotación el 6 de septiembre de 1891; la vinculación hasta Guarda fue concluida el 11 de mayo de 1893.

### sigloXX
En 1933, la Compañía de los Caminhos de Ferro Portugueses ejecutó obras de mejora de la toma de agua de esta estación.

### Servicios de pasajeros y mercancías
En abril de 1991, maniobraban, en esta estación, convoyes colectores-repartidores; en noviembre de 1992, circulaban convoyes Regionales entre Covilhã y Guarda, realizados por automotores de la CP Serie 0300.